# Дедяєв Андрій Юрійович
Андрі́й Ю́рійович Дедя́єв (9 листопада 1994, Велика Новосілка, Україна) — український футболіст, фланговий захисник та півзахисник.

## Життєпис
Андрій Дедяєв народився у Великій Новосілці на Донеччині. З 6-річного віку займався у дитячій групі місцевої команди «Прометей» під керівництвом Івана Балабана, після чого переїхав до Маріуполя, де протягом чотирьох років відвідував заняття з футболу в місцевій ДЮСШ. 2007 року став гравцем академії маріупольського «Іллічівця», де тренувався у Миколи Соловйова, Валерія Короткова та Юрія Ярошенка. Останній сезон у змаганнях ДЮФЛУ відіграв у складі алчевської «Сталі», яку очолював Олег Мажаєв.
Шлях у дорослий футбол Дедяєв розпочав з аматорського рівня — захищав у чемпіонаті Донецької області кольори «Орлайна» та авдіївського «Хіміка». 2015 року уклав угоду з новокаховською «Енергією», що грала у другій лізі. Дедяєв одразу ж став одним з провідних гравців команди, займаючи позицію лівого латераля.
У січні 2018 року перебував на оглядинах у полтавській «Ворсклі», однак до підписання контракту справа так і не дійшла.

## Статистика виступів
Статистичі дані наведено станом на 15 жовтня 2019 року
| Сезон                  | Команда                | Чемпіонат              | Чемпіонат | Чемпіонат | Кубок | Кубок | Кубок | Єврокубки | Єврокубки | Єврокубки | Інші кубки | Інші кубки | Інші кубки | Всього | Всього |
| Сезон                  | Команда                | Змаг.                  | Матчі     | Голи      | Змаг. | Матчі | Голи  | Змаг.     | Матчі     | Голи      | Змаг.      | Матчі      | Голи       | Матчі  | Голи   |
| ---------------------- | ---------------------- | ---------------------- | --------- | --------- | ----- | ----- | ----- | --------- | --------- | --------- | ---------- | ---------- | ---------- | ------ | ------ |
| 2015—2016              | «Енергія» НК           | 2Л                     | 24        | 0         | КУ    | 1     | 0     | —         | —         | —         | —          | —          | —          | 25     | 0      |
| 2016—2017              | «Енергія» НК           | 2Л                     | 30        | 0         | КУ    | 1     | 0     | —         | —         | —         | —          | —          | —          | 31     | 0      |
| 2017—2018              | «Енергія» НК           | 2Л                     | 32        | 2         | КУ    | 2     | 0     | —         | —         | —         | —          | —          | —          | 34     | 2      |
| 2018—2019              | «Енергія» НК           | 2Л                     | 27        | 0         | КУ    | 1     | 0     | —         | —         | —         | —          | —          | —          | 28     | 0      |
| Всього в «Енергії»     | Всього в «Енергії»     | Всього в «Енергії»     | 113       | 2         |       | 5     | 0     |           | 0         | 0         |            | 0          | 0          | 118    | 2      |
| 2019—2020              | «Авангард» К           | 1Л                     | 10        | 0         | КУ    | 1     | 0     | —         | —         | —         | —          | —          | —          | 11     | 0      |
| Всього в «Авангарді»   | Всього в «Авангарді»   | Всього в «Авангарді»   | 10        | 0         |       | 1     | 0     |           | 0         | 0         |            | 0          | 0          | 11     | 0      |
| 2019—2020              | «Авангард-2» К         | 2Л                     | 4         | 1         | КУ    | —     | —     | —         | —         | —         | —          | —          | —          | 4      | 1      |
| Всього в «Авангарді-2» | Всього в «Авангарді-2» | Всього в «Авангарді-2» | 4         | 1         |       | 0     | 0     |           | 0         | 0         |            | 0          | 0          | 4      | 1      |
| Всього за кар'єру      | Всього за кар'єру      | Всього за кар'єру      | 127       | 3         |       | 6     | 0     |           | 0         | 0         |            | 0          | 0          | 133    | 3      |